# Hans-Heinrich Pahl
Hans-Heinrich „Heiner“ Pahl (* 27. Februar 1960 in Gifhorn) ist ein ehemaliger deutscher Fußballspieler.

## Karriere
Über den TSV Hillerse und den MTV Gifhorn, mit dem er 1978 und 1979 am DFB-Pokal teilnahm, kam Hans-Heinrich Pahl 1980 zum Bundesligaabsteiger Eintracht Braunschweig. Dem BTSV gelang, nun mit Pahl als Spieler, der direkte Wiederaufstieg. Heiner Pahl hatte daran als Stammspieler seinen Anteil. Es folgten vier Jahre Bundesliga und der Abstieg 1985. 1987 stieg man sogar, mit einem positiven Torverhältnis, aus der zweiten Liga ab. Daraufhin wechselte Pahl zum VfL Wolfsburg, der ebenfalls in der Oberliga Nord spielte.
Nach seinem Karriereende als Profi wurde er Trainer in der Einrichtung eines DFB-Stützpunktes und war nebenher noch als Spieler beim TSV Hillerse, seinem Stammverein, aktiv. Von 2008 bis 2014 übernahm er beim TSV Hillerse das Amt des Trainers. Seit seinem Wechsel zum VfL Wolfsburg im Jahr 1987 arbeitet Pahl hauptberuflich bei Volkswagen.

### Statistik
| Liga          | Spiele (Tore) |
| ------------- | ------------- |
| Bundesliga    | 101 0(8)      |
| 2. Bundesliga | 113 (12)      |
| Wettbewerb    |               |
| DFB-Pokal     | 018 0(4)      |